# Via ferrata Ricci
La Via ferrata Ricci é una via ferrata posta nel massiccio del Gran Sasso d'Italia, lungo il versante settentrionale del Corno Grande, in provincia di Teramo (Abruzzo), al confine dei territori di Pietracamela e Isola del Gran Sasso d'Italia.

## Descrizione
La via risale la cresta rocciosa calcarea-dolomitica del versante nord-orientale del Corno Grande, passando per l'anticima della Vetta Orientale fino appunto alla vetta orientale della cima maggiore del massiccio del Gran Sasso d'Italia. La vista lungo tutto il percorso spazia sulla conca del Ghiacciaio del Calderone, le altre cime del Corno Grande (Vetta Occidentale, centrale e Torrione Cambi), il vallone delle Cornacchie e il Corno Piccolo, il teramano e i Monti Gemelli, i Monti della Laga e i Monti Sibillini a nord, il resto della catena del Gran Sasso a sud. Punto di appoggio alla via è il Rifugio Carlo Franchetti.